# 聖☆おじさん
「聖☆おじさん」（せいんとおじさん）は、日本の音楽グループである電気グルーヴ×スチャダラパーのシングル。
2005年6月22日にキューンレコードよりリリースされた。

## 内容
「電気グルーヴ×スチャダラパー」としての2枚目のシングル。メロディは映画『ゴーストバスターズ』主題曲から拝借している。ジャケットは天久聖一、カップリングのリミックスを電気グルーヴ元メンバーの砂原良徳と盟友小山田圭吾が担当した。ほかイントロの台詞で堀江美都子、間奏のコーラスで七尾旅人が参加している。
『週刊ヤングジャンプ』（集英社）誌上ではプロモーションの一環として、漫☆画太郎による同名の読み切り漫画が掲載されていた。

## 収録曲
全作詞・作曲：電気グルーヴ×スチャダラパー
1. 聖☆おじさん
2. 聖☆おじさん (YSST RMX 2005)
砂原良徳によるリミックス
3. Twilight (Cornelius remix)
Cornelius（小山田圭吾）によるリミックス